# コールドブルー
「コールドブルー」は、SCRIPTの通算8枚目のシングル。2010年11月5日にAFD RECORDSよりリリース。

## 解説
前作「ベイビーロマンチカ」より約2年5ヵ月ぶりのリリース。本作では初めてベースの渡邊崇尉がメインの楽曲の作詞・作曲を手がけた。またノンタイアップシングルとしては2001年の「サイレン」以来である。

## 収録曲
1. コールドブルー
  - 作詞・作曲：渡邊崇尉
2. hello my sunshine
  - 作詞・作曲：佐々木收
3. 週末の恋人
  - 作詞・作曲：佐々木收